# Ophiopyrgus
Ophiopyrgus is een geslacht van slangsterren uit de familie Ophiuridae. De wetenschappelijke naam van het geslacht werd in 1878 voorgesteld door Theodore Lyman. Hij plaatste als enige de soort Ophiopyrgus wyvillethomsoni in het geslacht, die daarmee automatisch de typesoort werd.

## Soorten
- Ophiopyrgus alcocki Koehler, 1897
- Ophiopyrgus australis Koehler, 1901
- Ophiopyrgus biocalae Vadon, 1991
- Ophiopyrgus depressus Koehler, 1904
- Ophiopyrgus planulatus Koehler, 1922
- Ophiopyrgus saccharatus Studer, 1882
- Ophiopyrgus trispinosus Koehler, 1904
- Ophiopyrgus turritus Litvinova, 1984
- Ophiopyrgus wyvillethomsoni Lyman, 1878